# セドナ (イヌイット神話)

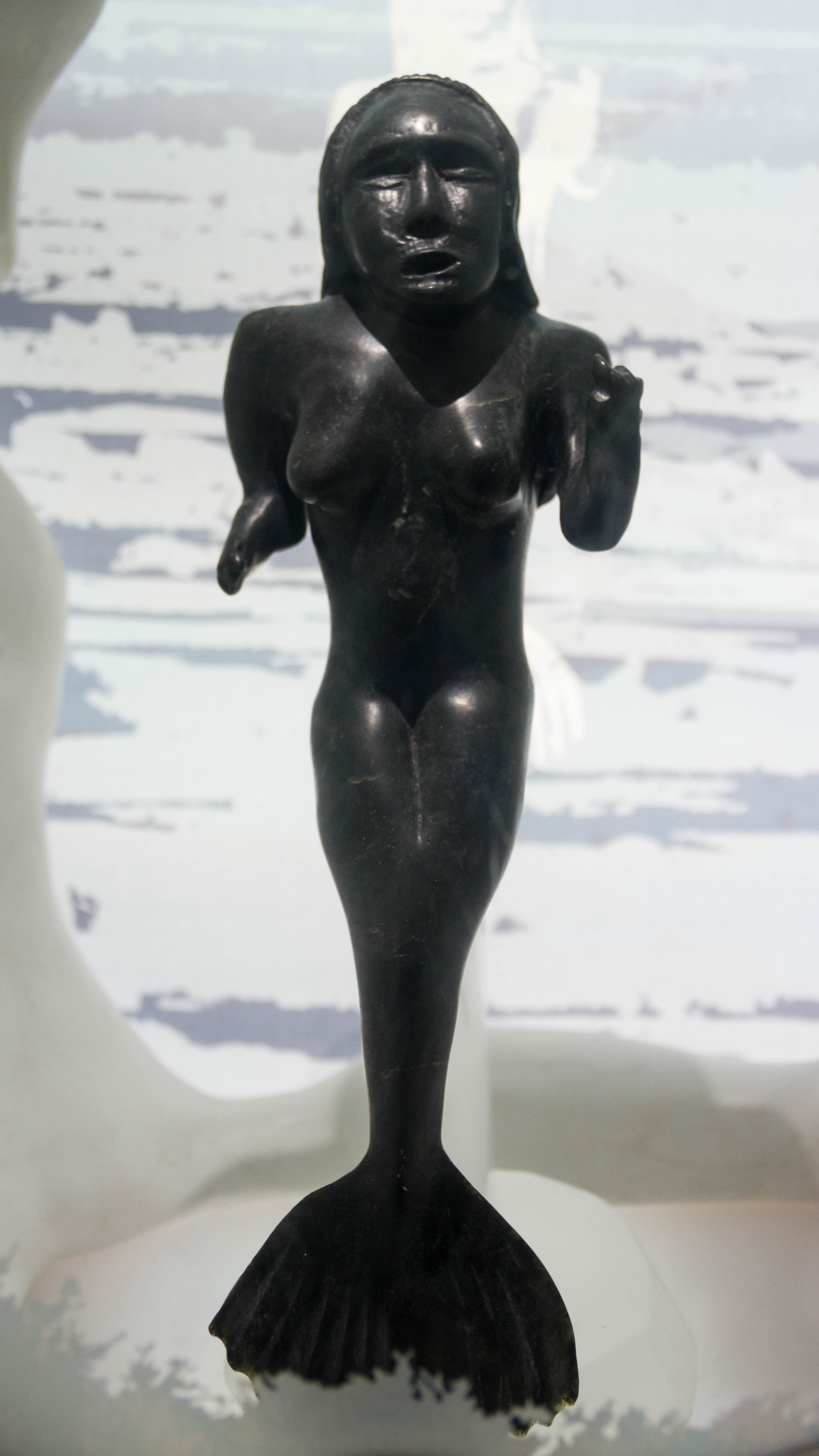

セドナ (Sedna、イヌクティトゥット語: Sanna, ᓴᓐᓇ) は、北米極北地方に住むエスキモー系先住民族（特にカナダのイヌイット）の神話に登場する海の女神である。「海の女王」とも呼ばれ、海に住む動物の管理を行い、また人間の祖でもあるという。

## 伝承
イヌイット達の間では、海の神や主と言うよりも祖霊として崇められているようである。それには、以下のような伝承がある。
かつて地上には古い種族の人間たち（一説では巨人たち）が住んでいて、セドナもその娘の一人であった。セドナは美しく良くできた娘だったが、ある時「誰のもとへも嫁がない」と言ったという。（その理由については部族や伝聞によって異なり、一定しない）
彼女の父親は彼女への罰として、彼女をイヌの妻として与えてしまった。彼らの間にはやがて何人もの子供が産まれた。
ある時セドナの前に若い男が現れ、多くの毛皮や服や毛布を与えると言って彼女を誘い、連れ去った。しかし、実は彼はアホウドリ（あるいはカモメ、カラスとも）だった。しばらくして、父親が娘のセドナを連れ戻しに来た。父娘は逃げだし、海へこぎ出すことで男から逃げることに成功した。
安心したのも束の間、父娘の乗る船を嵐が襲った。父親は先程の男が嵐を起こして娘を連れ戻そうとしていると気づいて恐れをなし、セドナを船から突き落とし、なお船べりにしがみつく彼女の手と左目を櫂でつぶして、娘を凍てつく海に沈めた。
家に戻った父親に、セドナの夫であるイヌが彼女の消息を尋ねるが、後ろめたさのある父親は、そのイヌも水に沈めて殺してしまった。一説では、父親がセドナに最初に罰を与えたとき、父親に見捨てられた彼女にひそかに父親の元から食料を運んで彼女を守ったため、飼い主である父親の怒りに触れて殺されたとも言う。
残されたセドナの子供達は、他の島へ去った。地上にいた頃のセドナが逃がしたとも、自ら船を造って去ったとも言う。彼らセドナの子供達が、今の人間の祖先となる。
海底に沈んだセドナは、怒りのために死ななかった。セドナの足は魚のようになり、彼女は海底で海の女神となった。彼女は石や鯨の骨を使って海底に家を造った。彼女と同じように沈んできた夫のイヌは、彼女の新たな家の門番となった。
セドナの父親はその後、波にさらわれてやはり海に沈んだ。セドナは父親を自分の海底の家に迎え入れた。一説ではセドナは父親を自分の家の中に閉じこめて、二度と出てこられないようにしたとも言い、あるいは父親が己の行いを恥じてわびたため、昔のように仲良く暮らしているとも言う。
また彼女は、肉をむさぼり食う貪欲な性質を有して寝ている両親の手足をも食べようとした（あるいは食べた）ため、両親によって海に投げ込まれてしまった、との説もある。

## セドナの役割
以上の伝承の結果として、セドナは海底で、海の死者の国の管理者となった。彼女の夫であった門番の犬は、死者を彼女のところへ導く役目を負っている。
一方、父親に船から放り投げられ時に、セドナが船べりを掴んだ為、父親がそれらを斧で断ち割った時にセドナの切り落とされた指一つ一つがアザラシなどの海獣たちになったので、セドナはそれらの支配者にもなった。セドナはそれらを、彼女の最初の子供である人間達への恵みとして与えるのである。
セドナは魚たちの回遊をも支配し、また地上にいた頃の自分に起こった不幸への怒りから嵐を起こすので、不漁の時などには人間達はセドナのお告げを聞こうとする。人間のシャーマンは時に魚となって海に入っていき、指を失ったセドナのために彼女の髪を結ったり髪をとかしたりしてやると、女神は喜ぶのだという。

## 影響
- 2003年11月14日に発見された小惑星番号90377はセドナにちなんで名付けられた。